# Mártély
Mártély è un comune dell'Ungheria di 1.388 abitanti (dati 2001). È situato nella contea di Csongrád-Csanád.